# Dryopsis heterolaena
Dryopsis heterolaena là một loài thực vật có mạch trong họ Dryopteridaceae. Loài này được (C. Chr.) Holttum & P.J. Edwards miêu tả khoa học đầu tiên năm 1986.